# Hypocoela semirufa
Hypocoela semirufa là một loài bướm đêm trong họ Geometridae.